# Morfogenesi
La morfogenesi (greco morphé=forma; -genesi) è il processo che porta allo sviluppo di una determinata forma o struttura.
In biologia la morfogenesi è lo sviluppo della forma e della struttura di un organismo, sia da un punto di vista evolutivo, sia dal punto di vista dello sviluppo ontogenetico del singolo organismo a partire dalla cellula fecondata (sviluppo embrionale); in quest'ultimo caso, il processo è favorito dall'azione dei morfogeni.
In geologia la morfogenesi è la formazione delle strutture e dei rilievi della crosta terrestre, dovuti a cause diverse.
Nel caso delle coltura in vitro di cellule vegetali la morfogenesi è un processo di differenziazione di strutture organizzate a partire da un espianto (cellule, tessuto o organo) o da callo.

## Economia
Il termine può essere utilizzato, anche in campo geografico-economico. Il commercio, infatti, tende ad avere un ruolo morfogenetico, concorrendo a determinare l'articolazione gerarchica dello spazio nella sua dimensione urbana e regionale. In altri termini, il commercio rappresenta l'asse portante dello sviluppo globale e a livello locale dello sviluppo delle città attraverso l'interazione ai diversi livelli tra queste ultime, favorendo l'accrescimento economico dato dallo sviluppo dei servizi e dalla capacità di rispondere alla domanda interna e alla diffusione dell'offerta, attraverso il supporto di tecnologie che incentivano lo sviluppo.
Può dirsi anche che un centro urbano ha una forza attrattiva sul suo intorno (domanda), direttamente proporzionale alla capacità di attrazione delle funzioni e dei servizi urbani (offerta). Questi due aspetti si influenzano a vicenda e possono, attraverso la pianificazione del commercio, favorire la nascita o il rafforzamento di un centro urbano, o alternativamente perseguire progetti di recupero di un'area (come una periferia) al fine di riequilibrare la capacità attrattiva del territorio di cui fa parte.